# Aleuroclava davidi
Aleuroclava davidi là một loài côn trùng cánh nửa trong họ Aleyrodidae, phân họ Aleyrodinae.
Aleuroclava davidi được Qureshi miêu tả khoa học đầu tiên năm 1982.